# Picacho del Diablo
Picacho del Diablo är det högsta berget i Baja California i Mexiko. Det är 3078 meter högt. Berget kallas också Cerro de la Encantada, "den förtrollades kulle".